# Geografins första lag
Toblers lag, kallas även geografins första lag formulerades av Waldo Tobler: 
"Allting är relaterat till allt annat men näraliggande enheter är mer relaterade till varandra än till dem som ligger längre bort".
Detta gäller dock inte vid negativ autokorrelation, dvs. rumsligt nära objekt har olika attribut.
Jämför även Isaac Newtons gravitationslag. 